# Casa di Goethe

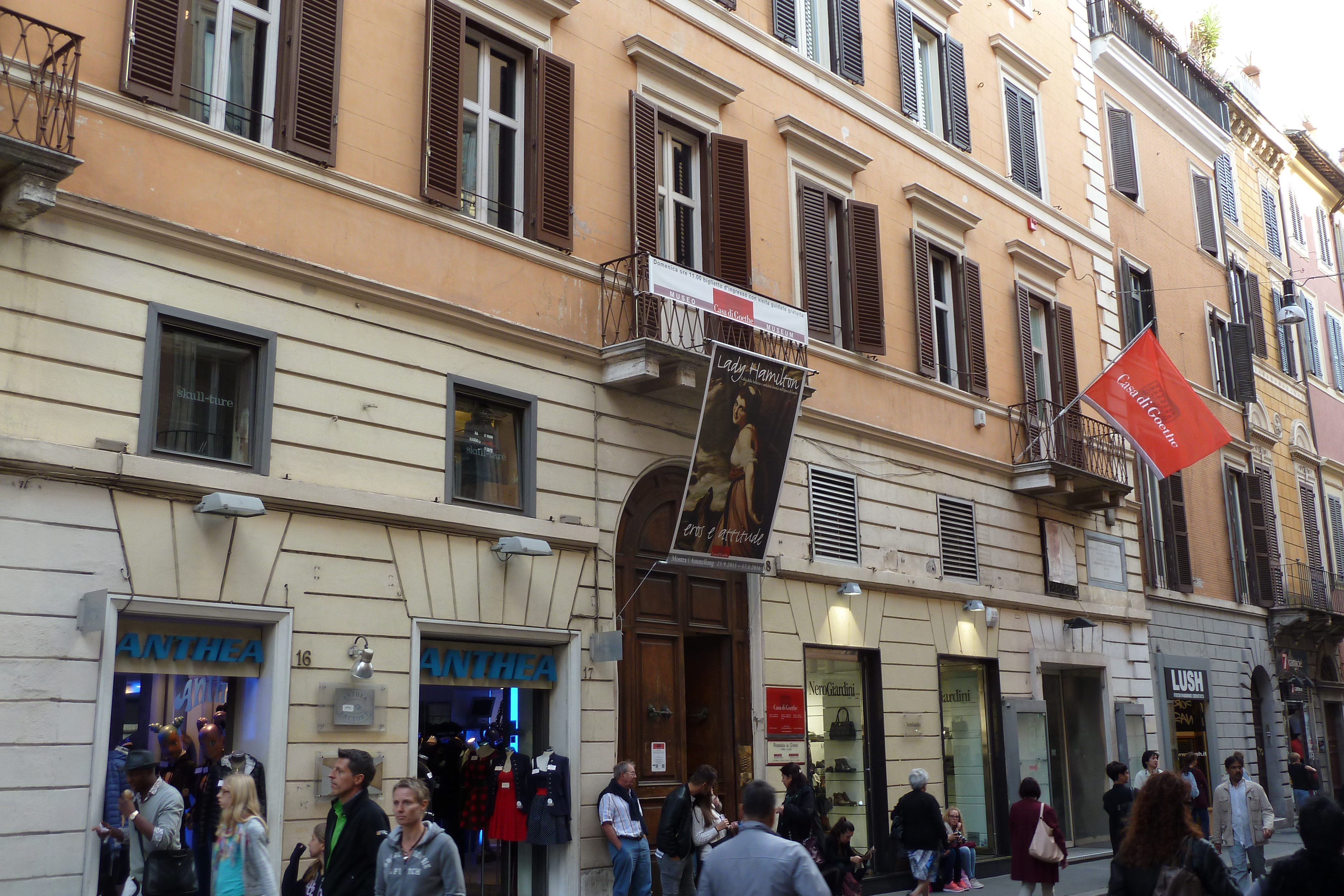
Vista do palácio na Via del Corso.

Casa di Goethe é um museu e centro cultural abrigado num palácio situado no número 18 da Via del Corso, no rione Campo Marzio de Roma. É dedicado a Johann Wolfgang von Goethe e à sua "Viagem à Itália", realizada entre 3 de setembro de 1786 e 18 de junho de 1788 e publicado como livro entre 1813 e 1817. Neste local, Goethe viveu durante sua permanência em Roma juntamente com seu amigo Johann Heinrich Wilhelm Tischbein.

## História
O palácio na Via del Corso foi, por um século (de 1824 a 1948), propriedade da família Bracci, descendente do escultor Pietro Bracci. Em 1948, o último herdeiro da família deixou o edifício para a Mensa Vescovile di Civita Castellana.
Em 29 de outubro de 1973, foi inaugurado no edifício um museu dedicado a Goethe em Roma utilizando alguns apartamentos do segundo piso. Nove anos depois, o museu foi obrigado a fechar: com gerenciamento privado e limitados recursos públicos, o museu fechou a partir do verão de 1982. Em 1990, todo o primeiro andar foi adquirido da Mensa Vescovile e, nos anos seguintes, foram realizadas importantes obras de restauração.
Finalmente, em 30 de maio de 1997, abriu a Casa di Goethe, o único museu alemão no exterior e que comemora, com exposições e manifestações culturais, a passagem de Goethe por Roma. 
Em 2009, os apartamentos do segundo piso que abrigaram a primeira versão do museu foram adquiridos pelo grupo gestor e abriga hoje a histórica Biblioteca del Deutscher Künstlerverein (em italiano:  Associazione degli Artisti Tedeschi), fundada em 1848, uma bolsa de estudos para estudantes e uma sala de eventos.

## Estrutura

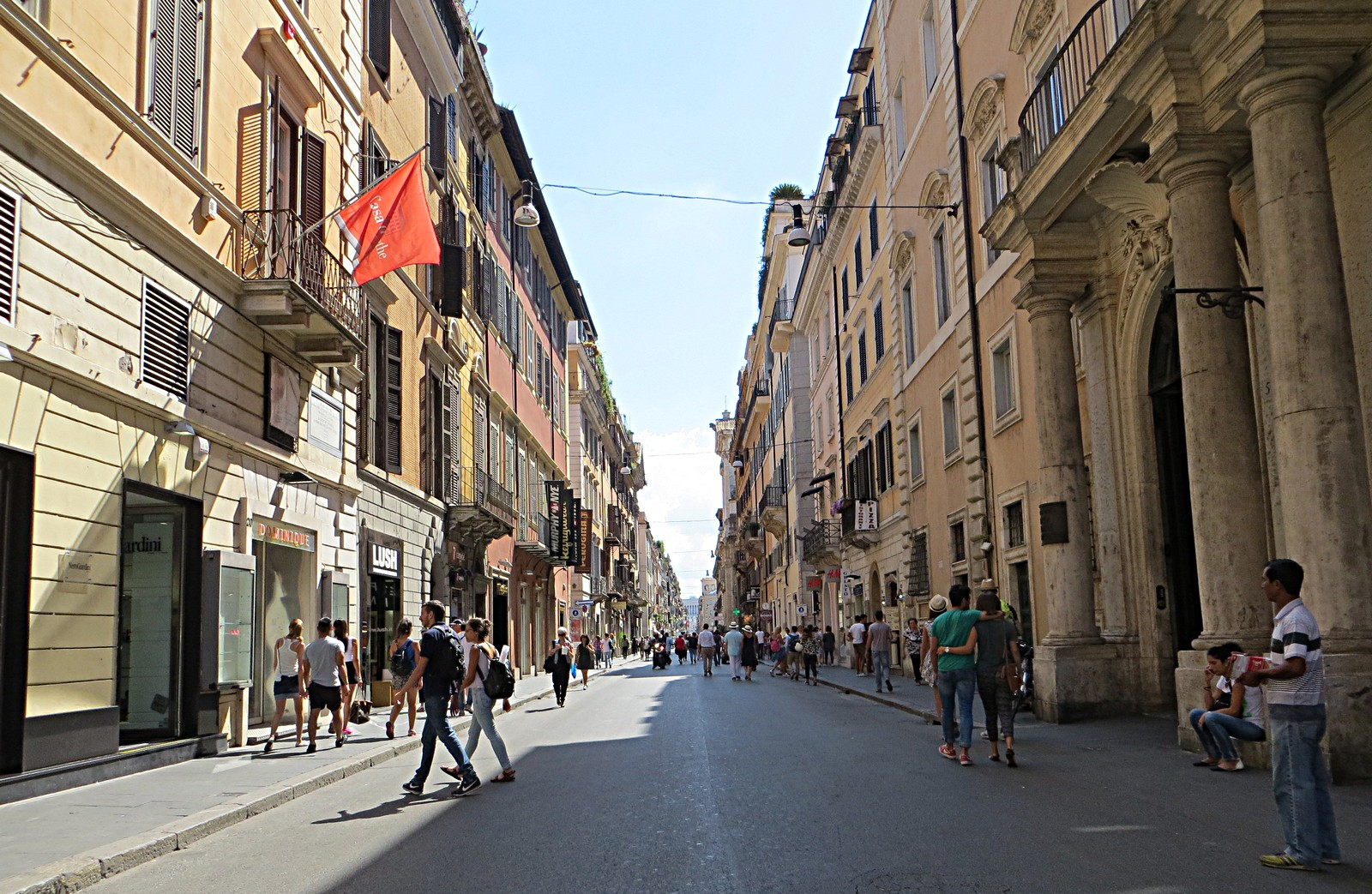
Nesta vista da Via del Corso, a Casa di Goethe está à esquerda e o Palazzo Rondinini à direita.

A área de exposições e os escritórios da Casa di Goethe ficam no primeiro piso do palácio. A mostra permanente reconta a viagem italiana de Goethe e sua estadia em Roma com cartas, quadros, desenhos, livros e documentos históricos. Estão expostos, entre outros, desenhos originais de Jakob Philipp Hackert,  Johann Heinrich Wilhelm Tischbein e Christoph Heinrich Kniep. Estão também expostas obras modernas, como o retrato de Goethe por Andy Warhol, uma obra de Luigi Ontani ou uma escultura Andreu Alfaro.
Quatro sala são dedicadas às mostras temporárias, geralmente dedicadas a temas ítalo-germânicos e à tradição da viagem pela Itália (Grand Tour), que perdura até os dias de hoje.
Como já citado, uma sala do museu abriga uma biblioteca que ostenta uma coleção de livros de Richard W. Dorn, primeiras edições de obras de Goethe e diversas obras sobre as relações culturais entre a Alemanha e a Itália.
Os outros livros da biblioteca especializada estão no segundo piso, onde fica também a biblioteca da Associazione degli Artisti Tedeschi.